# Gutekällaren

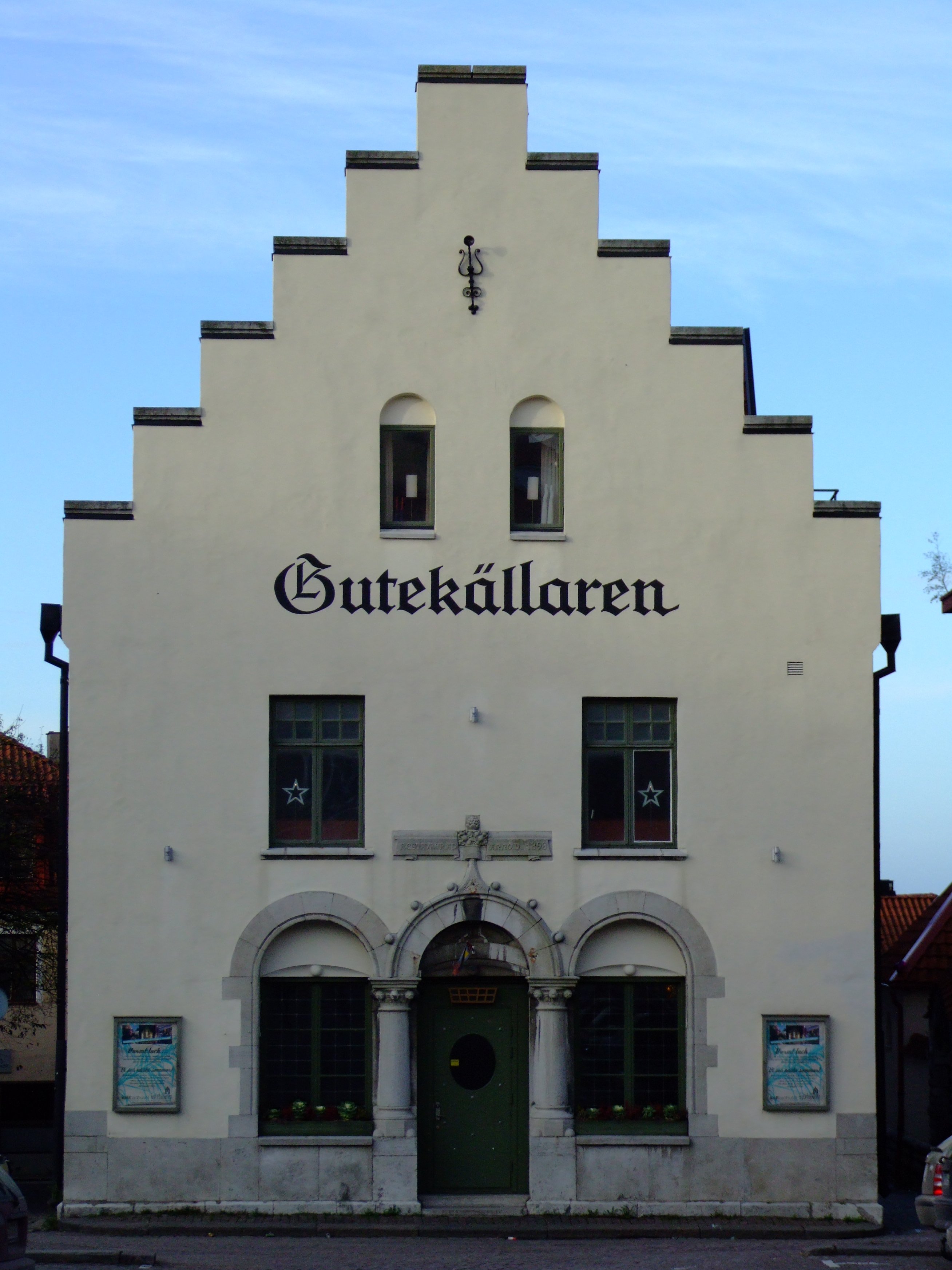
Gutekällaren i Visby, 2006.

Gutekällaren, eller bara Gute, är en nattklubb beläget på Stora Torget i Visby innerstad på Gotland. Under sommarmånaderna uppträder här en mängd kända artister. Fastigheten uppgår till 900 kvadratmeter, uppdelat i tre plan. 10 barer finns (sex inne och fyra utomhus), fyra dansgolv och två scener. Gutekällaren ingår sedan 2008 i krogkoncernen Stureplansgruppen.